# Mitsubishi Kasei
El Mitsubishi Kasei (Japonés: 火星 "Marte") fue un motor radial de 14 cilindros en doble estrella enfriado por aire, fabricado por Mitsubishi Heavy Industries y usado en varios aviones japoneses en la Segunda Guerra Mundial, entre otros el Mitsubishi J2M y el Mitsubishi G4M. Fue el motor más grande disponible en Japón al inicio de la guerra.
La designación de modelo de Mitsubishi para este motor era A10 mientras era un proyecto experimental, en servicio se conocía como MK4 y conocido como Ha-101 y Ha-111 por el ejército y Kasei por la armada. Según el código de designación unificado, era Ha-32 de las variantes del 11 al 27.

## Diseño y desarrollo
A pesar de que fue solicitado originalmente por la Armada Imperial Japonesa, el Kasei estaba basado en un diseño anterior, el motor Mitsubishi Kinsei, el cual a su vez estaba basado originalmente en un diseño de Pratt and Whitney. Producido en una amplia variedad de modelos, el Kasei comenzó desarrollando una potencia de 1530 hp (1140 kW), evolucionando hasta alcanzar 1850 hp (1380 kW) en las versiones al final de la guerra. Fueron desarrolladas tres variantes, a partir de 1939, para la Armada Japonesa. Luego fue adoptado por el Ejército Imperial Japonés como el motor Ha-32, y posteriormente desarrollado en cuatro variantes, incluyendo el Ha-111. La producción total, incluyendo todas las variantes, fue de 8596 unidades.
Físicamente, tenía un diámetro bastante grande, 1322 mm, comparado con los 1180 mm del motor Nakajima Homare. Su peso y tamaño lo hacían difícil de utilizar en cazas monomotores.

## Variantes
- MK4A 11 - 1530 hp (1140 kW)
- MK4B 12 - 1530 hp (1140 kW)
- MK4E 15 - 1530 hp (1140 kW) - La misma potencia del MK4A 11 con rendimiento mejorado a gran altura
- MK4V 27 - 1795 hp (1339 kW)
- MK4R-C 23c - 1820 hp (1360 kW) - Con compresor que le permitía desarrollar 1420 hp (1060 kW) en forma sostenida a 9150 m en lugar de a sólo 4800 m
- MK4U-4 26a - 1820 hp (1360 kW) - Con compresor acoplado mecánicamente de 3 velocidades
- MK4G 25 - 1825 hp (1361 kW), 1850 hp (1380 kW)
- MK4P 21 - 1850 hp (1380 kW)

## Aplicaciones
- Kawanishi E15K
- Kawanishi H8K
- Kawanishi N1K-J
- Mitsubishi G4M
- Mitsubishi J2M
- Nakajima B6N
- Yokosuka P1Y

## Especificaciones (MK4V 27)
- Diámetro: 150
- Carrera: 170
- Cilindrada: 42 l
- Diámetro del motor: 1322 mm
- Peso: 780 kg
- Potencia:
  - 1850 hp (1380 kW) al despegue
  - 1680 hp (1250 kW) a 2100 m, flujo bajo con inyección de agua
  - 1570 hp (1170 kW) a 5500 m, flujo alto con inyección de agua
- Reducción: Caja reductora de doble planetario, relación 0,538:1